# Peter Hol
Peter Hol (Oslo, 1883. március 19. – Winnipeg, Manitoba, 1981. június 22.) norvég olimpiai bajnok, ezüstérmes és bronzérmes tornász.
Az 1906. évi nyári olimpiai játékokon indult tornában és összetett csapatversenyben aranyérmes lett.
Az 1908. évi nyári olimpiai játékokon tornában összetett csapatversenyben ezüstérmes lett és egyéni összetettben helyezés nélkül zárt.
Az 1912. évi nyári olimpiai játékokon tornában svéd rendszerű összetett csapatversenyben bronzérmes.
Ez első világháború után az 1920. évi nyári olimpiai játékokon versenyzett utoljára. Ekkor is tornában indult és egyéni összetettben 14 lett, míg szabadon választott gyakorlatokkal, csapat összetettben ezüstérmes lett.
Klubcsapatai az Odd Grenland és az Oslo Turnforening voltak.